# Let It Snow! Let It Snow! Let It Snow!
Let It Snow! Let It Snow! Let It Snow! (znana również jako Let It Snow!) – utwór stworzony przez liryka Sammy’ego Cahna i kompozytora Jule’a Styne’a w lipcu 1945 roku. Utwór napisano w Hollywood, podczas fali upałów.
Swoją polskojęzyczną wersję piosenki nagrali m.in. Mietek Szcześniak oraz Ewa Bem pt. "Kiedy zima się zaczyna".
Na przestrzeni czasów utwór został zaśpiewany przez dużą liczbę wokalistów. Bardzo często utwór zostaje uznawany za piosenkę świąteczną, mimo że w utworze nie ma motywu Świąt.
Let It Snow zostało po raz pierwszy nagrane przez Vaughna Monroe wraz z Norton Sisters dla RCA  Victor w 1945. Wersja Monroe stała się wielkim hitem, trzymającym się na liście przebojów Billboard na pierwszym miejscu przez 5. tygodni w styczniu i lutym 1946 roku.

## Wybrani Wykonawcy
- Woody Herman (1945)
- Frank Sinatra (1950)
- Dean Martin (1959)
- Smokey Robinson & Miracles (1963)
- Doris Day (1964)
- Andy Williams (1965)
- Aaron Neville (1993)
- Ricochet (1997)
- Chicago (1998)
- Michael Bublé (2003)
- Royce Campbell (2004)
- Katinas (2004)
- Carly Simon (2005)
- Celtic Woman (2006)
- Lady Antebellum (2010)
- Cascada (2011)
- Airborne (2012)
- Rod Stewart (2012)
- Jewel (2013)
- Seal (2017)
- Gwen Stefani (2017)[5]
- Margaret i Grzegorz Hyży (2019)[6]
- Liam Payne (2019)
- Robbie Williams (2019)
- Luis Fonsi (2020)
- Tori Kelly (2020)
- Edyta Górniak (2023)